# آشانتی (فیلم ۱۹۷۹)
آشانتی (انگلیسی: Ashanti) فیلمی آمریکایی در سبک اکشن و ماجراجویی به کارگردانی ریچارد فلایشر است که در سال ۱۹۷۹ منتشر شد.

## بازیگران
- مایکل کین
- پیتر اوستینوف
- کبیر بدی
- بورلی جانسون
- عمر شریف
- رکس هریسون
- ویلیام هولدن
- وینستون نتشونا
- جانی سکا
- مارنه مایتلند
- ضیاء محی‌الدین